# SC Eisenstadt
Az SC Eisenstadt egy osztrák labdarúgócsapat volt Kismarton városából. A klubot 1907-ben alapították, a Közép-európai kupát egyszer nyerte meg a klub. A klub 2008-ban megszűnt.

## Története
A klubot 1907-ben alapították Sportclub Eisenstadt néven, és először 1967-ben jutott fel az osztrák élvonalba, ahol első idényében tizedik helyen végzett a tizennégy csapatos bajnokságban. A csapat 1967 és 1974 között egy szezon kivételével az élvonalban szerepelt. Legközelebb az 1980–1981-es idényben játszott az élvonalban, ahol ugyan a bajnokság végén kiesett, de egy szezon kihagyás után visszajutott. A nyolcvanas évek volt a klub történetének legsikeresebb időszaka; a klub 1982 és 1987 között folyamatosan az osztrák élvonalban szerepelt, 1984-ben pedig megnyerték a Közép-európai kupát. A klub 1987-ben kiesett az osztrák másodosztályba, egy idénnyel később pedig a harmadosztályba, ahol a klub 2008-as megszűnéséig szerepelt.

## Sikerek
- Osztrák másodosztályú labdarúgó-bajnokság
  - Bajnok: 1979–80
- Közép-európai kupa
  - Győztes: 1983–84

## Nemzetközi kupákban való szereplések
| Kiírás             | M | Gy | D | V | RG/KG | G  |
| ------------------ | - | -- | - | - | ----- | -- |
| Közép-európai kupa | 6 | 3  | 2 | 1 | 13-12 | +1 |
| Összesen           | 6 | 3  | 2 | 1 | 13-12 | +1 |

## Híres játékosok
- Géza Gallos
- Christian Keglevits
- Zoran Barisic
- Wilhelm Kreuz
- Heinz Peischl
- Volkan Kahraman
- Přemysl Bičovský
- Magyar István
- Balogh István
- Borsó János
- Karsai László
- Kű Lajos
- Pusztai László
- Supka Attila